# 11T busz (Veszprém)
A veszprémi 11T jelzésű autóbusz a Kádártai úti forduló és a Vámosi úti forduló között közlekedik halottak napja környékén. A vonalat a V-Busz Veszprémi Közlekedési Kft. üzemelteti.

## Története
2019. november 1-jétől 3-áig 11A jelzéssel temetői járatot indított a V-Busz Kft.

## Útvonala
| Vámosi úti forduló felé | Kádártai úti forduló felé |
| --- | --- |
| Kádártai úti forduló vá. – Kádártai út – Cholnoky Jenő utca – Vilonyai utca – Lóczy Lajos utca – Cholnoky Jenő utca – Cserepes utca – Stadion utca – Dugovics Titusz utca – Paál László utca – Egry József utca – Kemecse utca – Stadion utca – József Attila utca – Vámosi úti forduló vá. | Vámosi úti forduló vá. – József Attila utca – Stadion utca – Kemecse utca – Egry József utca – Paál László utca – Dugovics Titusz utca – Stadion utca – Cserepes utca – Cholnoky Jenő utca – Lóczy Lajos utca – Vilonyai utca – Cholnoky Jenő utca – Kádártai út – Kádártai úti forduló vá. |

## Megállóhelyei
| 0  | Kádártai úti forduló végállomás | 17 | 5, 5A, 7, 13, 21, 23 Helyközi buszok |
| 1  | Bolgár Mihály utca              | 16 | 5, 5A, 6, 8, 13, 20, 21              |
| 2  | Budapest út                     | 15 | 5, 5A, 6, 8, 11                      |
| 3  | Vilonyai utca                   | 14 | 5, 5A, 7, 11                         |
| 4  | Csillag utca                    | 13 | 5, 5A, 11                            |
| 5  | Lóczy Lajos utca                | 11 | 5, 5A, 7, 7A, 8, 11                  |
| 6  | Hérics utca                     | 10 | 5, 5A, 7, 7A, 8, 11                  |
| 7  | Cholnoky forduló                | 9  | 5, 5A, 7, 7A, 8, 11                  |
| 8  | Almádi út                       | 8  | 7, 7A, 8, 11 Helyközi buszok         |
| 8  | Mester utca                     | 7  | 8, 11                                |
| 9  | Füredi utca                     | 6  | 8, 11, 22 Helyközi buszok            |
| 10 | Dugovics Titusz utca            | 5  | 4, 4A, 6, 11                         |
| 12 | Paál László utca                | 4  | 6, 11                                |
| 13 | Egry József utca                | 3  | 6, 11                                |
| 14 | Billege utca                    | 2  | 6, 11                                |
| 16 | Stadion utca 28.                | 1  | 6, 11                                |
| 17 | Vámosi úti forduló végállomás   | 0  | 4, 4A, 4B, 6, 11                     |